# Tramm (Roggenstorf)

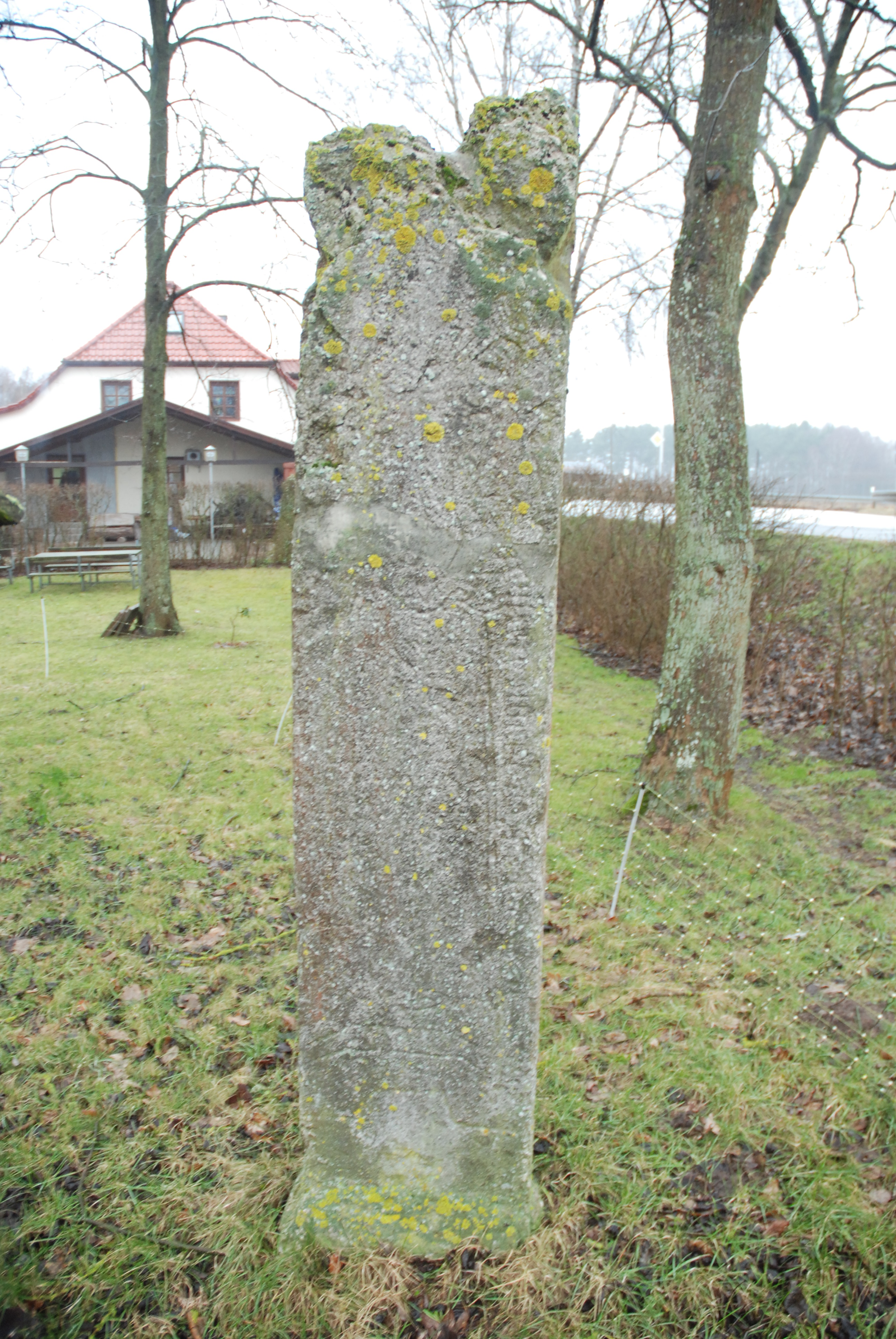
Sühnestein (Standort: an einem Gasthof an der B 105)

Tramm ist ein Ortsteil der Gemeinde Roggenstorf im Landkreis Nordwestmecklenburg in Mecklenburg-Vorpommern.

## Geografie und Verkehrsanbindung
Tramm liegt südwestlich des Kernortes Roggenstorf. Unweit des westlichen Ortsrandes verläuft die B 105.
An der B 105 in Richtung Dassow lag bis Anfang der 1980er Jahre auch der Übergang zum Sperrgebiet der Innerdeutschen Grenze.
Westlich des Ortes erstreckt sich das 501 ha große Naturschutzgebiet Stepenitz- und Maurine-Niederung und östlich das 111 ha große Naturschutzgebiet Moorer Busch.

## Sehenswürdigkeiten
In der Liste der Baudenkmale in Roggenstorf sind für Tramm zwei Baudenkmale aufgeführt:
- ein Hallenhaus (Dorfstraße 3)
- ein Sühnestein (steht an einem Gasthof an der B 105 und damit eigentlich in der Gemeinde Stepenitztal)